# Ibrahima Sonko
Ibrahima Sonko (* 22. Januar 1981 in Bignona, Senegal) ist ein senegalesischer ehemaliger Fußballspieler. Sein Cousin Bacary Sagna spielt für Manchester City ebenfalls in der Premier League.

## Vereinskarriere
Sonko begann seine Karriere beim französischen Klub AS Saint-Étienne, 1999 wechselte er zum damaligen Drittligisten Grenoble Foot 38. 2001 gelang der Aufstieg in die Ligue 2 und ein Jahr später verließ er Frankreich und wechselte zum englischen Klub FC Brentford. 2004 schloss er sich ablösefrei dem englischen Zweitligisten FC Reading an. Von den Fans des FC Reading erhielt er bald den Spitznamen Superman wegen seiner überdurchschnittlichen Sprungkraft, mit der er die Bälle wegköpfte.
2006 stieg er mit dem Klub in die Premier League auf. Seine erste Saison in der Premier League war ereignisreich. Bereits am 2. Spieltag sah er nach einer Notbremse im Strafraum gegen Luke Moore im Spiel gegen Aston Villa nach 33 Minuten die rote Karte, Reading verlor die Partie mit 1:2. Im Oktober 2006 prallte er in der Nachspielzeit mit Carlo Cudicini, dem Torhüter des FC Chelsea, in der Luft zusammen. Cudicini lag daraufhin bewusstlos am Boden und musste ausgewechselt werden. Sonko gab später bekannt, dass er mehrere Morddrohungen wegen dieses Ereignisses erhielt.
Am 11. Dezember 2006 verlängerte Sonko seinen Vertrag mit Reading, bis Sommer 2010. Einen Monat später erlitt Sonko im Heimspiel gegen Sheffield United eine schwere Knieverletzung, die das Saisonende für den Abwehrspieler bedeutete. Erst am 20. Oktober 2007 gab er sein Comeback im Ligaspiel gegen die Blackburn Rovers.
Am 26. August 2011 wechselte er zu Ipswich Town und unterzeichnete einen Einjahresvertrag.
Zur Saison 2012/13 wechselte er in die türkische Süper Lig zum Aufsteiger Akhisar Belediyespor. Im Januar 2015 löste er seinen Vertrag vorzeitig auf und verließ diesen Klub.
Zur Saison 2015/16 kehrte er nach England zurück und spielte für Harlow Town FC. Ein Angebot, für FC Kilmarnock mit einem Ein-Jahres-Vertrag in den Profifußball zurückzukehren und in der Scottish Premier League zu spielen und sich dafür von seiner Familie zu trennen, lehnte er ab. Das Angebot war ihm diesen Preis nicht wert, zumal er sich in Harlow wohl fühlte. Sonko absolvierte für Harlow 141 Spiele, bevor er im Sommer 2018 seine Karriere beendete.

## Nationalmannschaftskarriere
Sonko wurde zwar im Senegal geboren, seine Familie zog allerdings bereits sechs Monate nach seiner Geburt nach Frankreich. Er entschied sich zunächst, für sein Heimatland zu spielen und repräsentierte sein Land in der U23-Nationalmannschaft. 2006 wurde er für die Fußball-Afrikameisterschaft nominiert, Sonko lehnte eine Teilnahme allerdings ab, um den FC Reading im Aufstiegskampf in der Football League Championship zur Verfügung zu stehen. Im Dezember 2006 erklärte Sonko, dass er auf eine Nominierung in die Nationalmannschaft Frankreichs wartet, würde aber auch für den Senegal spielen, falls diese ihn zuerst berücksichtigen.
Sonko wurde im Dezember 2007 in den vorläufigen 38 Spieler umfassenden Kader des Senegal für die Fußball-Afrikameisterschaft 2008 berufen und schaffte den Sprung, als einziger Spieler ohne Länderspiel, in den endgültigen Kader von Nationaltrainer Henryk Kasperczak. Sein Länderspieldebüt gab er am 12. Januar 2008 in einem Vorbereitungsspiel gegen Namibia. Beim 3:1-Sieg stand er über die volle Spielzeit in der Innenverteidigung.